# 萊斯特·伯德
萊斯特·布萊恩·伯德爵士（英語：Sir Lester Bryant Bird，1938年2月21日—2021年8月9日）是安提瓜和巴布達第二任總理，任期1994年至2004年。他亦為知名運動員。他在1971年至1993年期間擔任安提瓜工党主席，並在前總理、也是他的父親維爾·伯德辭職後，接任總理一職。萊斯特·伯德和他的哥哥維爾·伯德二世都是在英國受教育的律師，常被政壇、媒體界視為對手。《紐約時報》曾在1990年報導，指萊斯特一直生活在他哥哥的陰影下，尤其是因為兄弟二人對彼此個性、缺陷等都極為清楚。

## 早年生活
萊斯特畢業於安提瓜文法學校，信奉循道宗。他在年輕時曾是板球選手，為背風群島效力，同時也是跳遠比賽冠軍。他隨後前往密西根大學就讀，在1960年被選為全美跳遠選手，1962年畢業。柏德在英國完成法律學業後，1969年在格雷律師學院取得律師資格。1969年至1976年，他在安提瓜自營的律師事務所執業。

## 去世
2021年8月9日去世。